# M.U. - The Best of Jethro Tull
M.U. - The Best of Jethro Tull è una compilation della band progressive rock inglese Jethro Tull, pubblicato nel 1976.

## Il disco
L'album è stato voluto dalla Chrysalis ed è stato pubblicato proprio mentre la band era impegnata nelle registrazioni di Too Old to Rock 'n' Roll: Too Young to Die!.
Esso contiene 11 tracce delle quali una sola inedita (Rainbow Blues, dalle sessioni di War Child) e una versione leggermente diversa di "Aqualung", con un'altra pista vocale rispetto all'originale. Un disco dunque adatto più che altro ai nuovi fan ma che fece storcere il naso a chi seguiva il gruppo fin dagli esordi che si vide costretto a comperare un nuovo album per riuscire ad entrare in possesso di quell'unico inedito.
La sigla M.U. sta per Musicians Union.

## Tracce
1. Teacher
2. Aqualung
3. Thick as a Brick (edit #1)
4. Bungle in the Jungle
5. Locomotive Breath
6. Fat Man
7. Living in the Past
8. A Passion Play (edit #8)
9. Skating Away (on the Thin Ice of the New Day)
10. Rainbow Blues
11. Nothing is Easy